# بندر أمجز (أمجز)
بندر أمجز (بالفارسية: بندرامجز) هي قرية تقع في إيران في قسم أمجز الريفي.